# Sandro starmuhlneri
Sandro starmuhlneri is een vlokreeftensoort uit de familie van de Atylidae. De wetenschappelijke naam van de soort is voor het eerst geldig gepubliceerd in 1960 door Ruffo.